# بندر پیربازار
پیربازار  در بخش مرکزی شهرستان رشت در استان گیلان است.

گالش خیل، پیرده، کفترود، بجارخاله، مبارک‌آباد، طش، منگوده، تخته پل، رجب آباد، فخب و از جمله محله‌های این منطقه هستند.

## نام‌شناسی
ریشه نام پیربازار به طور دقیق مشخص نیست ولی فرضیات مختلفی درباره نام آن توسط محققان و نویسندگان مختلف ارائه شده است. نام پیربازار در طول تاریخ به اشکال مختلفی مورد استفاده قرار گرفته است، از جمله پئربازار، پَرِه بازار، پیله‌بازار، پیره‌بازار که دربارهٔ وجه تسمیهٔ آن نظریه‌های مختلفی وجود دارد که در این‌جا به‌طور مختصر به شرح آن‌ها می‌پردازیم: 
۱- پئربازار (Perbazar): این کلمه در زبان گیلکی بـه معنی بازار پدر است. در وکالت نامهٔ صغار مرحوم میرزا فتحعلی کـه در سـال ١٢٥٧ قمری نوشته شده و همچنین در سند اجاره‌نامه پیربازار بـه تـاریخ ١٣٣٦ قمری، از پیربازار به عنوان «پئربازار» یاد شده است و روی هم رفته می‌توان آن را بـه عنوان یکی از تلفظ‌های محلی تلقی کرد. 
۲- پَرِه‌بازار (Parebazar): جهانگیر سرتیپ‌پور می‌نویسد: «این ناحیه بـه مناسبت مجاورت نزدیک با مرداب و دریا پره‌بازار یا بازار ساحلی و بازار مرزی نامیده می‌شد که تدریجاً به پیربازار شهرت یافت» 
پره‌بازار به چهار معنی است:
1. پره در زبان گیلکی به معنی تور بزرگ ماهی‌گیری و پره‌بازار بـه معنى بـازار ماهی و ماهگیری.
2. پره به معنی حاشیه و مرز و پره‌بازار به معنی بازار ساحلی.
3. پره از نظر تاریخی به مناطقی از گیلان که در سرحدات مرزی قرار داشتند و از نظر نظامی با اهمیت محسوب می‌شدند گفته می‌شد و پره‌نشینان عنوان رسمی مامورانی بوده که در آن‌جا به نگهبانی می‌پرداختند و در این صورت پره‌بازار یعنی بازار مرزی.
4. پره به قسمتی از زنبورهای کندوی عسل گفته می‌شود که بـه سرپرستی ملکهٔ جدید از کندوی اصلی خارج شده و در مکانی دیگر کندوی جدیدی را تشکیل می‌دهند و در این صورت پره‌بازار به معنی مکانی است که بـا جدایی از شهر اصلی در مکانی مستقل تجارت و داد و ستد راه‌اندازی شده و داعیه بازار و شهر شدن داشته باشد.

۳- پیله‌بازار (Pilebazar): در زبان گیلکی به معنی بازار بزرگ است. روستاهای دیگری هم مانند پیله‌ملا و پیله‌داربن در اطراف پیربازار وجود دارند که واژه «پیله» به معنی بزرگ در نام آن‌ها وجود دارد. 
۴- پیله‌بازار: به معنی بازار ابریشم است. در نگاه اول با توجـه بـه این مسئله که مهم‌ترین محصول منطقه و همچنین صادراتی که از این نقطـه بـه اروپا صادر می‌شد، ابریشم بود، لذا بازار ابریشم اسم بامسمایی به نظـر مـی رسد و چون پیله با اندک تغییری در طرز تلفظ به صورت پیله (بزرگ) در می‌آید، لذا از نظر ایهام موجود قابل توجه است.
به نظر میرسد که پیله و پیله هر دو تحت تأثیر نظام واژگان زبان گیلکی قرار گرفته و «ر» در پیره بازار قلب به «ل» شده است، یعنی پیره تبدیل بـه پیله شـده و به مرور زمان چون از نظر معنی و پیوند معنوی مناسبتی تام داشته، لـذا بـه تدریج مصطلح و مورد استفادهٔ عمومی قرار گرفته است.
قابل ذکر است که سال‌ها پیش از آن که روستای پیربازار شکل بگیرد، در ایـن منطقه به مرکزیت بقعهٔ آقاسید صالح (ع)، آبادی «وشکه» یا «فوشکی» وجود داشت که یکی از معانی آن سرزمین ابریشم است. دور از ذهن به نظر نمی‌رسد کـه شـاید پیله‌بازار به معنی بازار ابریشم، اسم خود را از آن آبادی فراموش شده گرفته باشد. 
۵- پیره‌بازار (Pirebazar): پیره‌بازار ترکیبی گیلکی است که از سه جزء پیر+ه+بازار، نام پیره‌بازار تشکیل شده است که «ه» بیان حرکت در آن بیان کنندهٔ کسره است و به‌طور کلی مضاف و مضاف‌الیه و اضافی ملکی و به معنی «بازار پیر» است. 
ملگونف در این باره می‌نویسد: «به این ده پیربازار می‌گویند به این دلیل که در زمان شاه اسماعیل در اینجا پیرحسن زندگی می کرده است.» به درستی روشن نیست که پیرحسن که چه کسی است اما از قراین چنین استنباط می‌شود که باید از شیوخ و عرفای بزرگ اوایل سده دهم هجری باشد. 
در پیرده بقعه‌ای است به نام «آقاکوچه پیر» که نام پیرده از آن گرفته شده است. بنابراین بایستی در این منطقه «آقا پیله پیر» (آقا پیر بزرگ) نیـز وجود می‌داشته که پیربازار نام خود را از او گرفته باشد. در ۱۰ کیلومتری شرق پیربازار و در نزدیکی چوکام در شهرستان خمام، بقعه‌ای به نام «آقا پیله پیر» وجود دارد که شاید پیربازار نامش را از آن گرفته باشد.

## بندر پیربازار
پیر بازار یکی از اسکله های حاشیه مرداب انزلی بود و درگذشته همانند سایر روستاهای حاشیه تالاب انزلی یکی از راه‌های ارتباطی سایر روستاهای اطراف مرداب انزلی با بندر بین المللی انزلی بود، زیرا مسافران رشت برای رسیدن به بندرانزلی و استفاده از راه آبی دریای کاسپین، ناگزیر بودند که از این اسکله روستایی بگذرند و به بندرانزلی برسند. در آن روزگار (قرن ۱۹ میلادی)، یکی از راه‌هایی که اروپاییان می‌توانستند خود را به ایران برسانند بندرانزلی بود، رفتن به باکو، در کرانهٔ دریای کاسپین و سوار شدن به کشتیهای روسی به مقصد بندرانزلی و تهران بوده‌است. پیر بازار گمرک‌خانه‌ای داشت که ناصرالدین‌شاه‌قاجار در سفرنامه‌اش از آن یاد کرده‌است. از زمانی که جاده رشت به انزلی ساخته شد مردم برای رسیدن به بندرانزلی از راه زمینی استفاده می کردند و رفت‌وآمد قایقها به این اسکله از بین رفته و ویژگی خود را از دست داد.

## احیا و بازآفرینی
در صدوپنجاه‌وسومین جلسه شورای شهر رشت پیشنهاد بازآفرینی آبراه بندر تاریخی پیربازار رشت به غازیان انزلی و احیای بندر پیربازار رشت با اهداف گردشگری و تجاری مطرح گردید با توجه به متصل بودن بندر پیربازار از یک طرف به تالاب و دریای خزر و از طرف دیگر به رودخانه پیربازار رود و هر دو رودخانه شهر رشت، سبب اتصال رشت به دریا مشابه شهرهای غیر بندری اروپایی از جمله آمستردام خواهد شد.

## اولین راه آهن ایران
پیشینه احداث و بهره‌برداری موفق اولین راه‌آهن در ایران به سال ۱۸۴۸ میلادی از به بندر پیربازار و بندر انزلی بازمی‌گردد و بقایای این مسیر هنوز در بندرانزلی و یک لوکوموتیو بخار در محوطه اداره کل بنادر و دریانوردی استان گیلان در بندرانزلی وجود دارد.